# AmphibiaWeb
AmphibiaWeb — американський некомерційний вебсайт, який надає інформацію про амфібій. Сайт заснував у 2000 році американський герпетолог Девід Вейк. Сайтом курує група університетів, які співпрацюють з Каліфорнійською академією наук: Університет Сан-Франциско, Університет Каліфорнії в Берклі, Університет Флориди в Гейнсвіллі та Техаський університет в Остіні.
Мета AmphibiaWeb — надати інформацію на окремих сторінках для кожного виду земноводних у світі, щоб могли співпрацювати між собою науковці-дослідники, громадські вчені та природоохоронці. У 2012 році було додано 7000-ий вид, скляну жабу з Перу. Станом на 2022 рік тут були дані про понад 8400 видів.
AmphibiaWeb надає інформацію МСОП, CalPhotos, Encyclopedia of Life та iNaturalist, і база даних цитується в наукових публікаціях.